# Властелины воздуха
«Властелины воздуха» (англ. Masters of the Air) — американский телесериал в жанре военного боевика, рассказывающий об авиации союзников во время Второй мировой войны. Его премьера состоялась на Apple TV+ 26 января 2024 года. Продюсерами сериала стали Стивен Спилберг и Том Хэнкс, главные роли сыграли Остин Батлер, Барри Кеоган, Каллум Тернер, Энтони Бойл, Нейт Манн. Критики высоко оценили сцены воздушных боёв, тогда как отзывы о сюжете и персонажах были менее однозначными.

## Сюжет

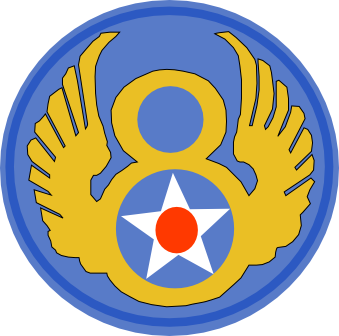
Эмблема Восьмой воздушной армии США во время Второй мировой войны

Сценарий сериала основан на одноимённом документальном романе Дональда Л. Миллера, рассказывающем о воздушных боях Второй мировой войны глазами британских и американских военных. За основу взяты боевые действия 100-й бомбардировочной группы Восьмой воздушной армии США. Главные герои — американские офицеры, которые в 1943 году вступают в воздушную войну с Германией.
«Властелины воздуха» стали завершающей частью условной трилогии о Второй мировой войне, продолжением сериалов «Братья по оружию» и «Тихий океан».

## В ролях
- Остин Батлер — майор Гейл Клевен
- Барри Кеоган — лейтенант Кёртис Биддик
- Каллум Тернер — майор Джон С. Иган
- Энтони Бойл — лейтенант Гарри Кросби
- Нейт Манн — майор Роберт Розенталь
- Рафф Лоу — сержант Кен Леммонс
- Сэм Хэзелдайн — полковник Альберт Кларк
- Николай Кински — полковник Гарольд Хаглин[англ.]
- Стивен Кэмпбелл Мур — майор Марвин «Ред» Боумен
- Изабель Мэй — Мардж Спенсер
- Сойер Спилберг — лейтенант Рой Клэйтон
- Джеймс Мюррей — полковник Хардинг
- Иоанна Кулиг — Полина
- Бел Паули — Сандра Уингейт
- Джейми Паркер — доктор Хьюстон
- Димитри Леонидас — сержант Джордж Дж. Петрохелос
- Луис Хофман — лейтенант Ульрих Осман
- Кай Александр — сержант Уильям Куинн

## Список эпизодов
| № общий | № в сезоне | Название              | Режиссёр                | Автор сценария <                             | Дата премьеры   |
| ------- | ---------- | --------------------- | ----------------------- | -------------------------------------------- | --------------- |
| 1       | 1          | «Часть 1» «Part I»    | Кэри Фукунага           | Джон Орлофф                                  | 26 января 2024  |
| 2       | 2          | «Часть 2» «Part II»   | Кэри Фукунага           | Джон Орлофф                                  | 26 января 2024  |
| 3       | 3          | «Часть 3» «Part III»  | Кэри Фукунага           | Джон Орлофф                                  | 2 февраля 2024  |
| 4       | 4          | «Часть 4» «Part IV»   | Кэри Фукунага           | Джон Орлофф                                  | 9 февраля 2024  |
| 5       | 5          | «Часть 5» «Part V»    | Анна Боден и Райан Флек | Джон Орлофф                                  | 16 февраля 2024 |
| 6       | 6          | «Часть 6» «Part VI»   | Анна Боден и Райан Флек | Джон Орлофф                                  | 23 февраля 2024 |
| 7       | 7          | «Часть 7» «Part VII»  | Ди Рис                  | Джон Орлофф                                  | 1 марта 2024    |
| 8       | 8          | «Часть 8» «Part VIII» | Ди Рис                  | Джон Орлофф, Джоэль Андерсон Томпсон, Ди Рис | 8 марта 2024    |
| 9       | 9          | «Часть 9» «Part IX»   | Тим Ван Паттен          | Джон Орлофф, Джоэль Андерсон Томпсон         | 15 марта 2024   |

## Создание и оценки
Продюсерами сериала стали Том Хэнкс, Стивен Спилберг и Гари Гоэцман, сценарий написали Джон Орлофф и Грэм Йост. Изначально права на съёмку «Властелинов воздуха» принадлежали HBO, но в октябре 2019 года их купила компания Apple. Первые три эпизода поставил Кэри Фукунага. Съёмки начались в Англии в феврале 2021 года.
Бюджет сериала, по предварительным данным, превысил 200 миллионов долларов. Премьерный показ проходил с 26 января по 15 марта 2024 года.
На сайте-агрегаторе отзывов Rotten Tomatoes «Властелины воздуха» получили рейтинг 85 % при средней оценке 8/10, на сайте Metacritic — 72 балла из 100, что указывает на «в целом благоприятные отзывы». Рецензент The Guardian Ребекка Николсон поставила сериалу пять баллов из пяти, назвав его «по-настоящему фантастическим» шоу, в котором опыт пилотов показан «столь же захватывающим, сколь и ужасным». Эмили Бейкер (журнал i) оценила «Властелинов воздуха» только на два балла из пяти, назвав их «первым большим телевизионным разочарованием 2024 года». Она написала в своей рецензии о предсказуемом и «шаблонном» сюжете, о некачественной прорисовке характеров, об общей старомодности сериала. Рецензент The Daily Telegraph заявил, что авторы шоу «пожертвовали аутентичностью ради голливудских клише», обозреватель Empire написал об идее «американской исключительности», из-за которой персонажи-неамериканцы показаны слишком стереотипно, а британские ВВС только мельком упоминаются.
Юлия Шагельман из «Коммерсанта», по её словам, была впечатлена масштабом боевых сцен и возникающим «эффектом присутствия». При этом она констатировала, что героям уделяется слишком мало внимания, что вместо объёмных персонажей получились всего лишь типажи, хотя в сериале собран «цвет молодого Голливуда». «„Властелины…“ так стараются уместить в отведенное время всех персонажей, а их здесь больше трёхсот, что отдельные линии получаются совсем пунктирными… Искреннее восхищение авторов своими героями ощущается в каждом кадре. Но первым делом на уме у них всё-таки самолеты».
«Властелинов воздуха» раскритиковали за слишком вольное обращение сценаристов с реальной историей 100-й бомбардировочной группы, за фокусировку сюжета на раскрытии отдельных частных тем, за низкое качество компьютерной графики в воздушных сценах.